# 릴 킴
킴벌리 데니즈 존스(영어: Kimberly Denise Jones, 1975년 7월 11일 ~)은 미국의 래퍼, 싱어송라이터, 배우이며 릴 킴(영어: Lil' Kim)이라는 예명을 사용하고 있다.
존스는 뉴욕주 브루클린에서 태어나 사춘기 시절 가출하며 어두운 삶을 살았다. 이후 1996년 정규 앨범 Hard Core를 발매 한 뒤 가수 활동을 하며 그녀가 2005년 발매한 앨범 The Naked Truth는 힙합매거진 "The Source"에서 마이크 5개라는 평점을 받았다.

## 유년기
존스는 9살 때부터 아버지, 어머니와 떨어져 살았다. 그러던 중 노토리어스 B.I.G.를 만나게되고, B.I.G가 퍼프 대디에게 릴킴을 추천해, 퍼프 대디가 릴킴을 베드 보이 레코드로 뽑는다. 1994년 Junior M.A.F.I.A로 데뷔하게 되며, 여러 싱글들을 발매하여 인기를 얻게 된다.

## 활동

### 1994~1997
"Junior M.A.F.I.A"로부터 독립하기 시작한 릴킴은 첫 솔로앨범 Hard Core을 발매한다. 이 앨범은 '빌보드 100차트'에서 11위를 하고, "Billboard Hot R&B/Rap albums chart"에서 2위라는 좋은 성적을 낸다. 리드 싱글로 발표된 "No Time"은 퍼프 대디가 피쳐링했으며, 9주 동안 빌보드 차트 1위를 갱신하고, RIAA에서 플래티늄 싱글로 선정된다. 다음 싱글인 'Crush on You'는 리믹스 싱글이며, Missy Elliott, Angie Martinez, Da Brat, Left Eyes 가 참여했다. 이 싱글은 "Nothing To Lose"라는 영화에 사운드트랙으로 쓰였고, 빌보드 차트 6위를 한다.

## 음반 목록
- Hard Core (1996)
- The Notorious K.I.M. (2000)
- La Bella Mafia (2003)
- The Naked Truth (2005)

## 같이 보기
- 대중음악의 별명 목록